# Milena Blatná
Milena Blatná, rozená Hypšová (* 10. října 1934 Uhelná Příbram) je účastnice 3.odboje, předsedkyně Konfederace politických vězňů České republiky (KPV).

## Dětství
Vyrůstala s dvěma sourozenci v Jitkově u Chotěboře, posléze v Kadani. Rodiče pomáhali partyzánům a vnímali poválečný vývoj v Československu jako demokracii ohrožující.
Otec byl aktivním členem organizace Sokol, matka byla v této organizaci cvičitelkou dorostenek.
Bezprostředně po válce začala Milena Blatná chodit do Sokola a do skautu.

## Zapojení do 3. odboje
Coby čerstvá maturantka nastoupila v roce 1952 nejdříve do kanceláře, později na pozici kolektorky v jáchymovských dolech. Postupně začala pomáhat politickým vězňům při navázaní a udržování kontaktu s jejich rodinami, přičemž pod velkým osobním rizikem pronášela pravidelně jejich dopisy.
I přes vytrvalý nátlak a hrozící ztrátu vlastní svobody odolala tlaku na spolupráci s StB. Z práce v jáchymovských dolech byla propuštěna v roce 1954 po přistižení při přenášení dopisů politickým vězňům.
V roce 1958 se jejím manželem stal politický vězeň Jiří Blatný.

## Vysokoškolské vzdělání
V roce 1954 nastoupila na Vysokou školu ekonomickou v Praze, kde vystudovala ekonomii.

## Aktivita v KPV (Konfederaci politických vězňů)
Od roku 2015 stála coby dlouholetá respektovaná členka v čele hnutí členů KPV, kteří si na rozdíl od tehdy aktivního předsednictva přáli, aby činnost KPV pokračovala a její řady se rozšířily i o potomky politických vězňů. Dne 11. prosince 2019 byla zvolena předsedkyní KPV, od té doby podniká kroky k plnému obnovení činnosti organizace.

## Ocenění
V roce 2018 obdržela Milena Blatná Cenu paměti národa.
V roce 2025 obdržela cenu Václava Bendy za rok 2024.